# Jacques de Savoie-Nemours
Jacques Nemours, francoski general in politik, * 1531, † 1585.
1. 1 2 3  data.bnf.fr: platforma za odprte podatke — 2011.
2. ↑  Lundy D. R. The Peerage
3. ↑  https://fr.wikisource.org/wiki/Les_Amants_d%E2%80%99Annecy_-_Anne_d%E2%80%99Este_et_Jacques_de_Savoie/02